# Calcolosi salivare

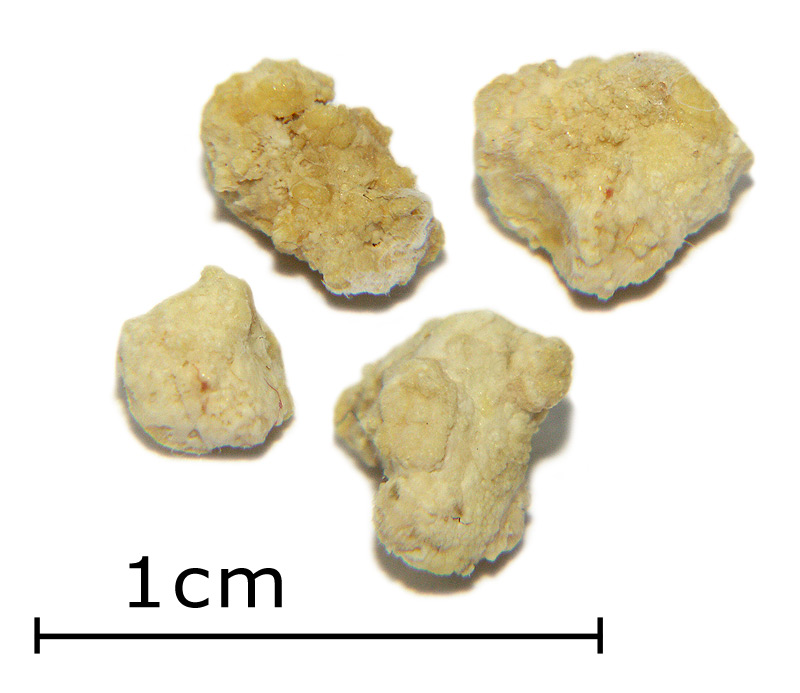
Calcoli salivari

Per calcolosi salivare o scialolitiasi, in campo medico, si intende la presenza di concrezione (calcolo), composta quasi esclusivamente da carbonato di calcio, nelle ghiandole salivari che ne comportano l'ostruzione.

## Epidemiologia
È la prima causa di tumefazione monolaterale a carico delle ghiandole salivari. L'incidenza varia fra 1/15.000-30.000. Colpisce maggiormente il sesso maschile nell'80% dei casi fra 50-80 anni. Sono colpite:
- Ghiandola sottomandibolare - 80% casi;
- Ghiandola parotide - 15% casi;
- Ghiandola sottolinguale e salivari minori - 5% casi.

## Fisiopatologia
Due teorie principali:
- Teoria classica - Si ha ostruzione parziale o totale dei dotti salivari con conseguente stasi salivare;
- Teoria retrograda - Si ha instabilità sfinterica cui consegue reflusso di contenuto orale (residui di cibo, batteri, ecc..) nell'albero duttale.

Entrambe le teorie portano a:
- Iniziale formazione del "nidus" che si ingrandisce per il progressivo accumulo di strati di sostanza organica ed inorganica;
- Ostruzione del flusso salivare;
- Degenerazione del parenchima ghiandolare.

## Composizione calcoli
Prevalentemente materiale organico al centro ("nidus"):
- Glicoproteine;
- Mucopolisaccaridi;
- Batteri;
- Frammenti cellulari.

Prevalentemente inorganico in periferia:
- Carbonato di calcio e fosfato di calcio sotto forma di cristalli di idrossiapatite.

## Sintomatologia
Fra i sintomi e i segni clinici ritroviamo:
- Dolore colico - Aumenta se la persona cerca di nutrirsi;
- Tumefazione delle ghiandole salivari.

## Esami
Per una corretta diagnosi si utilizzano:
- Radiografia
- Ecografia - Rapida, economica, ripetibile. Visualizza scialoliti anche di piccole dimensioni. Svantaggi: Non visualizza i mucous plugs ed è operatore dipendente;
- Scialografia con MdC - Vantaggi: Molto sensibile nella diagnosi di scialolitiasi e anomalie morfologiche, disegna l’albero duttale fino almeno ai dotti di quarto ordine, miglioramento della sintomatologia dopo somministrazione di mezzo di contrasto, metodica modicamente invasiva. Svantaggi: Richiede un operatore esperto, uso di radiazioni ionizzanti, nessuna indicazione sul parenchima ghiandolare e sulla ghiandola contro-laterale;
- RMN - Utile nelle patologie parenchimali, non consente la visualizzazione dei calcoli, alto costo;
- Scialo-RM - Alta sensibilità e specificità nella diagnosi delle patologie dei dotti salivari, non utilizza radiazioni ionizzanti, possibilità di ricostruzioni 3D;
- Tomografia computerizzata - Utile nelle patologie parenchimali, non offre particolari vantaggi nello studio delle patologie duttali, consente la visualizzazione dei calcoli radioopachi, esposizione a radiazioni;
- TC Cone Beam - Buona sensibilità e specificità per la diagnosi e valutazione dei calcoli salivari, più economica dalla TC, possibilità di utilizzare mezzo di contrasto, esposizione a radiazioni anche se in misura minore rispetto alla TC;
- Scialoendoscopia - Esplorazione diagnostica ed eventualmente operativa dei dotti di I e II ordine, possibilità di frammentare il calcolo con litotrissore e successiva estrazione con basket, basso costo, anestesia locale.

## Terapia
Il trattamento iniziale è farmacologico, si somministrano analgesici (FANS o paracetamolo) e antibiotici. L'eliminazione dei calcoli può avvenire spontaneamente, manualmente (rara) o chirurgicamente (scialoendoscopia). Attraverso la scialoendoscopia si può prelevare il calcolo con basket, frammentarlo con litrotrissore o estrarlo dopo duttotomia (detto "approccio combinato" cioè scialoendoscopia più duttotomia).